# Sexe Intentions 3
Série Sexe Intentions
Sexe Intentions 2
(2001)
Pour plus de détails, voir Fiche technique et Distribution.
Sexe Intentions 3, ou Sexual Provocation 3 en Belgique et Un Pari cruel 3 au Québec, (Cruel Intentions 3) est un film américain réalisé par Scott Ziehl et sorti directement en vidéo en 2004.
C'est le troisième et dernier film de la franchise entamée en 1999 avec le film Sexe Intentions de Roger Kumble et qui s'inspire du roman Les Liaisons dangereuses de l'écrivain français Choderlos de Laclos. Il s'agît d'un spin-off, mettant en scène de nouveaux personnages.

## Synopsis
Cassidy Merteuil, la cousine de la célèbre manipulatrice Kathryn Merteuil, est une belle étudiante de l'université de Santa Barbara. Elle devient la cible d'un plan entre deux colocataires, Jason Argyle et Patrick Bates, qui veulent tenter de détruire la relation de Cassidy avec un prince britannique.
Quand Cassidy découvre leurs plan, elle est dans un premier temps vexée mais elle se révèle vite aussi manipulatrice que sa cousine. Elle décide de mettre les deux jeunes hommes en compétition : Jason doit séduire Sheila qui est dans une relation sérieuse avec Michael, tandis que Patrick doit séduire Alison qui est fiancée...

## Fiche technique
Sauf indication contraire, les informations mentionnées dans cette section peuvent être confirmées par la base de données cinématographiques IMDb,  présente dans la section « Liens externes ».
- Titre original : Cruel Intentions 3
- Titre français : Sexe Intentions 3
- Titre québécois : Un Pari cruel 3
- Titre belge : Sexual Provocation 3
- Réalisation : Scott Ziehl
- Scénario : Rhett Reese
- Décors : Bill Gregory
- Costumes : Tom McKinley
- Photographie : Thomas L. Callaway
- Montage : Alan Cody
- Musique : David Reynolds
- Casting : Shawn Dawson
- Production : Neal H. Moritz et Beej Gefsky
- Producteurs délégués : Christopher Ball et William Tyrer
- Sociétés de production : Original Film et Newmarket Capital Group
- Société de distribution : Columbia Pictures
- Pays d'origine :  États-Unis
- Langues originales : anglais
- Format : Couleur - 1.78 : 1 - son Dolby Digital
- Genre : drame
- Durée : 85 minutes
- Dates de sortie :
  -  États-Unis /  Canada /  Québec : 25 mai 2004
  -  France : 21 septembre 2004

## Distribution
- Kerr Smith (VF : Hervé Rey) : Jason Argyle
- Kristina Anapau (VF : Charlotte Marin) : Cassidy Merteuil
- Nathan Wetherington (VF : Alexis Victor) : Patrick Bates
- Melissa Yvonne Lewis (VF : Caroline Pascal) : Alison Lebray
- Natalie Ramsey (en) (VF : Edwige Lemoine) : Sheila Wright
- Tom Parker (pt) (VF : Jean-François Cros) : Michael Cattrall
- Charlie Weber (VF : Stéphane Bazin) : Brent Patterson
- Michael Pemberton (VF : Yann Pichon) : Christopher Newborn
- Tara Carroll (VF : Karine Martin) : Valeria Caldas